# Śnieżna Galeria

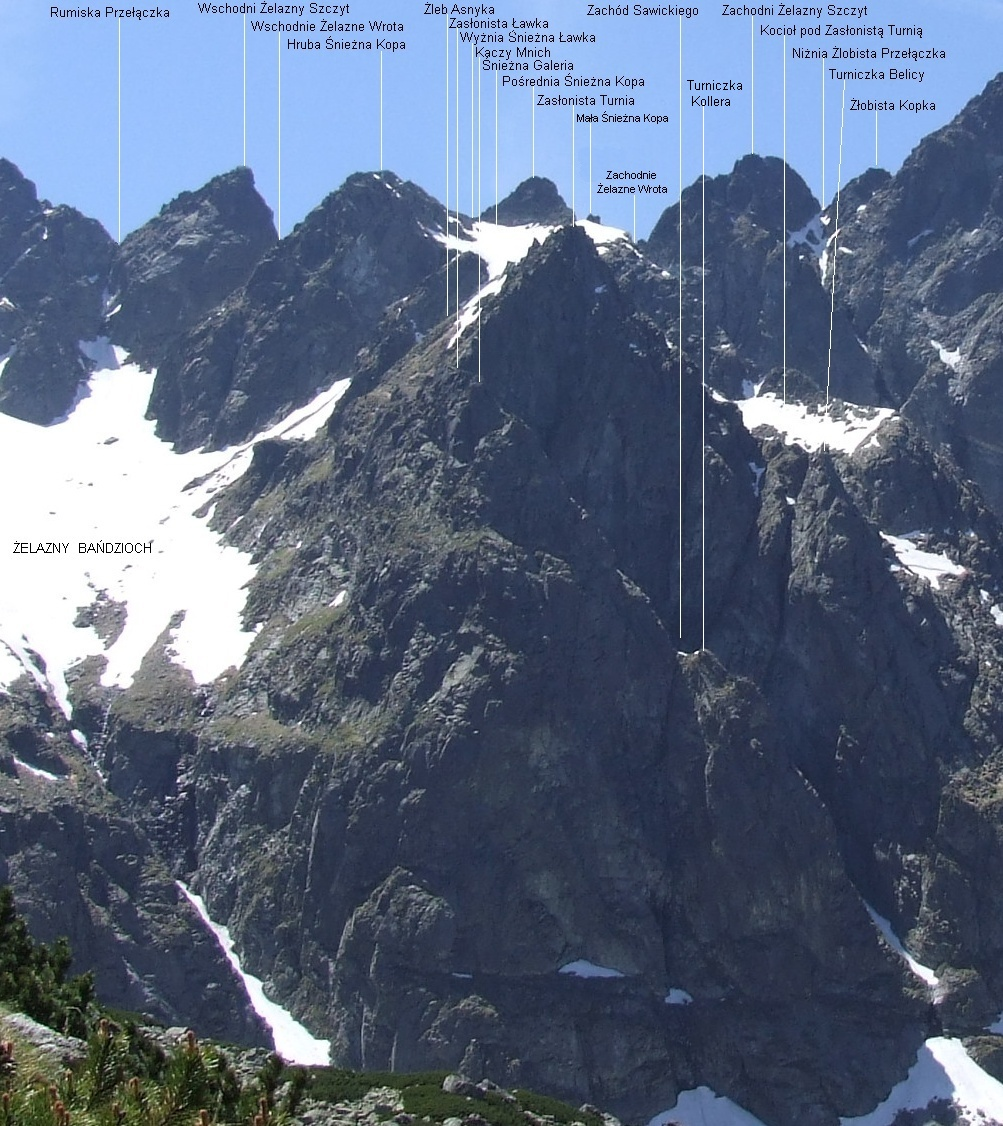

Śnieżna Galeria (słow. Snežná galéria) – częściowo piarżysty, częściowo śnieżysty taras w Dolinie Kaczej w słowackich Tatrach Wysokich. Znajduje się pomiędzy Śnieżnymi Kopami i Zasłonistą Turnią. Ma wielkość boiska piłkarskiego. Jest nieco nachylony ku wschodowi i odwadniany przez dwa żleby opadające do Kaczego Bańdziocha (a dokładniej do jego zachodniej części zwanej Żelaznym Bańdziochem). Większy z tych żlebów to Żleb Asnyka.
Władysław Cywiński w 2010 r. na miejscu zbadał topografię tego rejonu i sprostował pewne nieścisłości w jego opisie w dotychczasowej literaturze. Witold Henryk Paryski w swoim przewodniku taternickim podawał, że Hruba Śnieżna Kopa tworzy wyraźną grań, która od wschodu ogranicza Śnieżną Galerię, a Paweł Bester, Ferdynand Goetel, Walery Goetel i A. Kowalski, autorzy pierwszego przejścia z Zasłonistej Turni na Śnieżne Kopy w 1908 r. pisali o ledwie widocznej grzędzie. Nie istnieje żadna grań, ani grzęda ograniczająca Śnieżną Galerię od strony Kaczego Bańdziocha. Grań odbiegająca od Śnieżnych Kop do Kaczego Mnicha nie zaczyna się na Hrubej Śnieżnej Kopie, lecz na Pośredniej Śnieżnej Kopie jej żebrem, a następnie biegnie wschodnim skrajem Śnieżnej Galerii, przez Zasłonistą Przełączkę, Zasłonistą Turnię i jej orograficznie lewe żebro. Grań ta tworzy wododział między Kaczym Bańdziochem a Kaczym Żlebem i Kotłem pod Zasłonistą Turnią.